# Фітеума чотирироздільна
Фітеума чотирироздільна (Phyteuma tetramerum) — вид багаторічних трав'янистих рослин роду фітеума (Phyteuma).

## Ботанічний опис
Стебло 25-80 см заввишки.
Листки біля основи яйцеподібно-ланцетні, на довгих черешках, розташовані вище — ланцетні або лінійно-ланцетні, сидячі.
Квітки зібрані у циліндричні колосоподібні суцвіття. Чашечка та віночок чотирироздільні.
Цвіте з липня по серпень.

## Поширення
Вид поширений в Європі, у південних та східних Карпатах. В Україні зустрічається у Карпатах, ендемік. Росте на гірських луках, відшаровуваннях, у верхньому лісовому та субальпійському поясах.